# Supposed Former Infatuation Junkie
Albums de Alanis Morissette
Jagged Little Pill
(1995) Under Rug Swept
(2002)
Singles
1. Thank U
Sortie : 13 octobre 1998
2. Joining You
Sortie : 3 janvier 1999
3. Unsent
Sortie : 18  mars 1999
4. So Pure
Sortie : 14 juin 1999
5. That I Would Be Good
Sortie : 8 février 2000

Supposed Former Infatuation Junkie est le 4e album studio d'Alanis Morissette et le 2e album sorti dans plusieurs pays.

## Histoire
Après le succès énorme de Jagged Little Pill, Alanis était attendue avec impatience par ses fans. Cet album est assez sombre, le mystère de Supposed Former Infatuation Junkie commence par sa couverture, avec une image de la bouche d'Alanis riante et le texte qui suit, imprimé sur cette image qui fait référence aux huit préceptes du bouddhisme.

« We ask you to abide

by the following

moral code upon

the premises.

Please refrain from

killing

stealing

lying

sexual misconduct

taking intoxicants

playing music, singing

please dress respectfully. »

L'album a également été considéré comme un projet inhabituel parce qu'il contient de nombreuses chansons sans crochets ou refrains, rendant un peu confus les auditeurs. Des chansons telles que Front Row, The Couch, et I Was Hoping contestent ainsi la forme traditionnelle des chansons.
Morissette a écrit les paroles de Thank U et de Baba lors de son séjour en Inde.

## Liste des chansons
Toutes les paroles sont écrites par Alanis Morissette, toute la musique est composée par Alanis Morissette et Glen Ballard, sauf indication contraire.
| No  | Titre                 | Musique           | Durée |
| --- | --------------------- | ----------------- | ----- |
| 1.  | Front Row             |                   | 4:13  |
| 2.  | Baba                  |                   | 4:29  |
| 3.  | Thank U               |                   | 4:18  |
| 4.  | Are You Still Mad     | Alanis Morissette | 4:04  |
| 5.  | Sympathetic Character | Alanis Morissette | 5:13  |
| 6.  | That I Would Be Good  |                   | 4:16  |
| 7.  | The Couch             |                   | 5:24  |
| 8.  | Can't Not             |                   | 4:35  |
| 9.  | UR                    |                   | 3:31  |
| 10. | I Was Hoping          |                   | 3:51  |
| 11. | One                   |                   | 4:40  |
| 12. | Would Not Come        |                   | 4:05  |
| 13. | Unsent                |                   | 4:10  |
| 14. | So Pure               |                   | 2:50  |
| 15. | Joining You           |                   | 4:24  |
| 16. | Heart of the House    | Alanis Morissette | 3:46  |
| 17. | Your Congratulations  | Alanis Morissette | 3:54  |
| 18. | Uninvited (démo)      | Alanis Morissette | 3:54  |

## Singles
Les singles extraits de l'album ont été :
- Thank U: Alanis apparaît nue dans les rues d'une ville. Cela a été une idée, dit-elle, qui est venue en prenant une douche. La vidéo a été assez jouée sur MTV, mais a été fortement critiquée et son contexte a été sorti de ce qu'elle essayait d'illustrer, à savoir le sentiment de liberté et d'appartenance.
- Unsent: le clip met en vedette un regard rétrospectif sur chacun des hommes décrits dans cette chanson.
- So Pure: La vidéo a été réalisée par Alanis et la montre en train de danser avec le même homme à travers différentes époques.
- Joining You: Une vidéo n'a jamais été officiellement publiée, mais sur le DVD de The Collection, elle offre une vue sur ce qui a été filmé pour la vidéo, une vidéo d'elle en jouant avec des joueurs de basket-ball.

## Crédits
- Glen Ballard: Synthétiseur, guitare, piano, programmation, producteur, ingénieur
- Benmont Tench: orgue & chamberlin
- Scott Campbell: ingénieur
- Gary Novak: batterie & percussions
- Alanis Morissette: flûte, piano, chants, producteur & photographie
- Joel Shearer: guitare
- Nick Lashley: guitare
- Chris Chaney: Basse
- Chris Fogel: mixage, ingénieur & programmation

## Classements et certifications

### Album
Charts
| Pays             | Durée du classement | Meilleur classement | Date             |
| ---------------- | ------------------- | ------------------- | ---------------- |
| Allemagne        | 43 semaines         | 1er                 | 16 novembre 1998 |
| Australie        | 22 semaines         | 2e                  | 15 novembre 1998 |
| Autriche         | 34 semaines         | 3e                  | 15 novembre 1998 |
| Belgique (W)     | 24 semaines         | 15e                 | 28 novembre 1998 |
| Belgique (V)     | 24 semaines         | 5e                  | 14 novembre 1998 |
| Canada           | 26 semaines         | 1er                 | 9 novembre 1998  |
| États-Unis       | 28 semaines         | 1er                 | 21 novembre 1998 |
| Finlande         | 10 semaines         | 4e                  | 23 novembre 1998 |
| France           | 36 semaines         | 5e                  | 7 novembre 1998  |
| Norvège          | 19 semaines         | 1er                 | 28 décembre 1998 |
| Nouvelle-Zélande | 22 semaines         | 1er                 | 22 novembre 1998 |
| Pays-Bas         | 74 semaines         | 2e                  | 14 novembre 1998 |
| Royaume-Uni      | 26 semaines         | 3e                  | 14 novembre 1998 |
| Suède            | 13 semaines         | 2e                  | 12 novembre 1998 |
| Suisse           | 32 semaines         | 1er                 | 15 novembre 1998 |

Certifications
| Pays             | Certification | Ventes      | Date             |
| ---------------- | ------------- | ----------- | ---------------- |
| Allemagne        | Platine       | 500 000 +   | 1999             |
| Australie        | 2 × Platine   | 140 000 +   | 2 décembre 1998  |
| Autriche         | Platine       | 50 000 +    | 9 décembre 1998  |
| Belgique         | Or            | 25 000 +    | 13 novembre 1998 |
| Brésil           | Or            | 100 000 +   | 1999             |
| Canada           | 4 × Platine   | 400 000 +   | 25 novembre 1998 |
| Espagne          | Platine       | 100 000 +   | 1998             |
| États-Unis       | 3 × Platine   | 3 000 000 + | 18 décembre 1998 |
| Finlande         | Or            | 20 000 +    | 1999             |
| France           | 2 × Or        | 200 000 +   | 27 juin 2000     |
| Norvège          | Platine       | 50 000 +    | 1998             |
| Nouvelle-Zélande | 2 × Platine   | 30 000 +    | 29 novembre 1998 |
| Pays-Bas         | Platine       | 100 000 +   | 1999             |
| Royaume-Uni      | Platine       | 300 000 +   | 30 octobre 1998  |
| Suède            | Platine       | 80 000 +    | 4 novembre 1998  |
| Suisse           | Platine       | 50 000 +    | 1998             |

### Charts singles
Thank U
| Chart               | Durée du classement | Position | Date             |
| ------------------- | ------------------- | -------- | ---------------- |
| Hot 100             | 11 semaines         | 17e      | 5 décembre 1998  |
| Alternative Songs   | 9 semaines          | 12e      | 31 octobre 1998  |
| Radio Songs         | 18 semaines         | 2e       | 5 décembre 1998  |
| Pop Songs           | 18 semaines         | 2e       | 21 novembre 1998 |
| Allemagne           | 15 semaines         | 19e      | 30 novembre 1998 |
| ARIA Charts         | 14 semaines         | 15e      | 15 novembre 1998 |
| Ö3 Austria Top 40   | 14 semaines         | 10e      | 27 décembre 1998 |
| (W) Ultratop        | 13 semaines         | 22e      | 23 janvier 1999  |
| (V) Ultratop        | 13 semaines         | 25e      | 26 décembre 1998 |
| Canada              | 29 semaines         | 1er      | 30 novembre 1998 |
| VG-lista            | 16 semaines         | 3e       | 2 novembre 1998  |
| RMNZ Singles Top40  | 15 semaines         | 2e       | 6 décembre 1998  |
| Mega Top 50         | 14 semaines         | 8e       | 31 octobre 1998  |
| UK Singles Chart    | 12 semaines         | 5e       | 31 octobre 1998  |
| Sverigetopplistan   | 4 semaines          | 49e      | 29 octobre 1998  |
| Schweizer Hitparade | 19 semaines         | 18e      | 29 novembre 1998 |

Joining You
| Chart               | Durée du classement | Position | Date            |
| ------------------- | ------------------- | -------- | --------------- |
| Alternative Songs   | 13 semaines         | 16e      | 9 janvier 1999  |
| Allemagne           | 9 semaines          | 28e      | 5 avril 1999    |
| Ö3 Austria Top 40   | 7 semaines          | 26e      | 2 mai 1999      |
| Canada              | 32 semaines         | 27e      | 22 février 1999 |
| Top 100             | 5 semaines          | 89e      | 3 avril 1999    |
| Mega Top 50         | 6 semaines          | 51e      | 27 mars 1999    |
| UK Singles Chart    | 2 semaines          | 28e      | 13 mars 1999    |
| Schweizer Hitparade | 1 semaine           | 46e      | 18 avril 1999   |

Unsent
| Chart              | Durée du classement | Position | Date            |
| ------------------ | ------------------- | -------- | --------------- |
| Hot 100            | 6 semaines          | 58e      | 20 février 1999 |
| Radio Songs        | 5 semaines          | 50e      | 20 février 1999 |
| Pop Songs          | 8 semaines          | 21e      | 13 février 1999 |
| Canada             | 45 semaines         | 8e       | 8 mars 1999     |
| RMNZ Singles Top40 | 4 semaines          | 28e      | 4 avril 1999    |

So Pure
| Chart            | Durée du classement | Position | Date             |
| ---------------- | ------------------- | -------- | ---------------- |
| Pop Songs        | 4 semaines          | 38e      | 21 août 1999     |
| Canada           | 19 semaines         | 14e      | 6 septembre 1999 |
| UK Singles Chart | 2 semaines          | 38e      | 31 juillet 1999  |